# Lučenec
Lučenec (tysk Lizenz, ungarsk Losonc, latin Lutetia) er en by i regionen Banská Bystrica i det sydlige Slovakiet. Byen har et areal på 47,791 km² og en befolkning på 25.902(2021) indbyggere.

## Eksterne links
- Officiel hjemmeside

- Wikimedia Commons har flere filer relateret til Lučenec